# Anna Bulygina
Anna Alekseevna Bulygina (in russo Анна Алексеевна Булыгина?; Salechard, 11 gennaio 1984) è un'ex biatleta russa naturalizzata sudcoreana nel 2015.
In seguito al matrimonio ha assunto il cognome del marito e si è iscritta alle gare come Anna Frolina.

## Biografia

### Stagioni 2002-2015
Anna Bulygina, attiva dalla stagione 2001-2002, ai Mondiali juniores di Kontiolahti 2005 ha vinto la medaglia d'oro nell'inseguimento e nella staffetta e quella d'argento nella sprint; in Coppa del Mondo ha esordito il 7 gennaio 2006 a Oberhof in sprint (58ª) e ha ottenuto il primo podio il 17 dicembre successivo a Hochfilzen in staffetta (2ª) e ai Mondiali di Anterselva 2007, suo esordio iridato, si è classificata 19ª nella sprint e 29ª nell'inseguimento.
Ha conquistato la prima vittoria in Coppa del Mondo il 24 gennaio 2009 ad Anterselva in inseguimento e ai successivi Mondiali di Pyeongchang 2009 ha vinto la medaglia d'oro nella staffetta e si è piazzata 25ª nell'individuale, 4ª nella sprint, 20ª nell'inseguimento e 23ª nella partenza in linea. In Coppa del Mondo ha conquistato l'ultima vittoria il 6 gennaio 2010 a Oberhof in staffetta e l'ultimo podio il 15 gennaio successivo a Ruhpolding nella medesima specialità (2ª); ai successivi XXI Giochi olimpici invernali di Vancouver 2010, suo esordio olimpico, è stata 4ª nella sprint, 6ª nell'inseguimento e 29ª nella partenza in linea.

### Stagioni 2016-2021

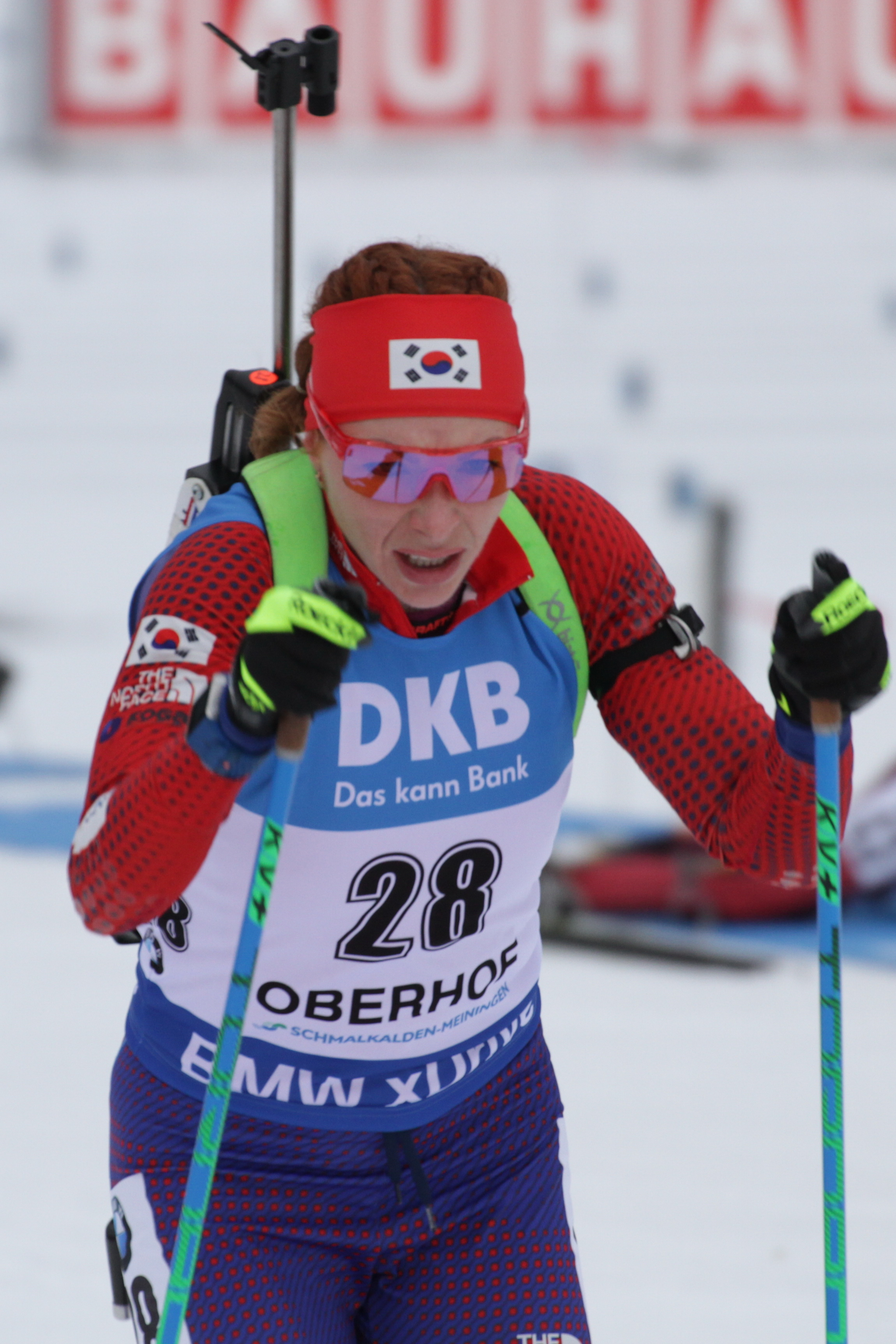
Anna Bulygina in gara a Oberhof nel 2018

In seguito a contrasti con la nazionale russa, dal 2015 è passata a quella sudcoreana; ai Mondiali di Hochfilzen 2017 si è classificata 34ª nell'individuale, 18ª nella sprint, 33ª nell'inseguimento, 18ª nella staffetta e 19ª nella staffetta mista e ai XXIII Giochi olimpici invernali di Pyeongchang 2018, sua ultima presenza olimpica, si è piazzata 61ª nell'individuale, 32ª nella sprint, 50ª nell'inseguimento e 18ª nella staffetta.
Ai Mondiali di Östersund 2019 è stata 51ª nell'individuale, 78ª nella sprint, 21ª nella staffetta, 20ª nella staffetta mista e 20ª nella staffetta mista individuale, a quelli di Anterselva 2020 75ª nell'individuale, 83ª nella sprint, 22ª nella staffetta, 27ª nella staffetta mista e 13ª nella staffetta mista individuale e a quelli di Pokljuka 2021, suo congedo iridato, 66ª nell'individuale, 98ª nella sprint, 23ª nella staffetta e 26ª nella staffetta mista; si è ritirata al termine di quella stessa stagione 2020-2021 e la sua ultima gara in carriera è stata la sprint di Coppa del Mondo disputata il 6 marzo a Nové Město na Moravě, chiusa dalla Bulygina al 90º posto.

## Palmarès

### Mondiali
- 1 medaglia:
  - 1 oro (staffetta[2] a Pyeongchang 2009)

### Mondiali juniores
- 3 medaglie:
  - 2 ori (inseguimento, staffetta a Kontiolahti 2005)
  - 1 argento (sprint a Kontiolahti 2005)

### Coppa del Mondo
- Miglior piazzamento in classifica generale: 15ª nel 2010
- 7 podi (1 individuale, 6 a squadre), oltre a quello ottenuto in sede iridata e valido anche ai fini della Coppa del Mondo:
  - 3 vittorie (1 individuale, 2 a squadre)
  - 3 secondi posti (a squadre)
  - 1 terzi posti (a squadre)

#### Coppa del Mondo - vittorie
| Data             | Località   | Nazione  | Spec.                                                               |
| ---------------- | ---------- | -------- | ------------------------------------------------------------------- |
| 24 gennaio 2009  | Anterselva | Italia   | PU                                                                  |
| 13 dicembre 2009 | Hochfilzen | Austria  | RL (con Svetlana Slepcova, Jana Romanova e Ol'ga Zajceva)           |
| 6 gennaio 2010   | Oberhof    | Germania | RL (con Anna Bogalij-Titovec, Ol'ga Medvedceva e Svetlana Slepcova) |

Legenda:

PU = inseguimento

RL = staffetta